# گل‌گل علیا (آبدانان)
گل‌گل علیا (آبدانان)، روستایی از توابع بخش سراب‌باغ شهرستان آبدانان در استان ایلام ایران است.

## جمعیت
این روستا در دهستان سراب باغ قرار دارد و براساس سرشماری مرکز آمار ایران در سال ۱۳۸۵، جمعیت آن ۳۴۰ نفر (۶۲خانوار) بوده‌است.   
مردم این روستا از طایفه زرگوش و توشمال (دوستعلیوند کرد) هستند . وبه زبان کردی با گویش پهله ای تکلم دارند.                                                                                                   